# Tuyến đường sắt khai thác gỗ lịch sử (Vychylovka)

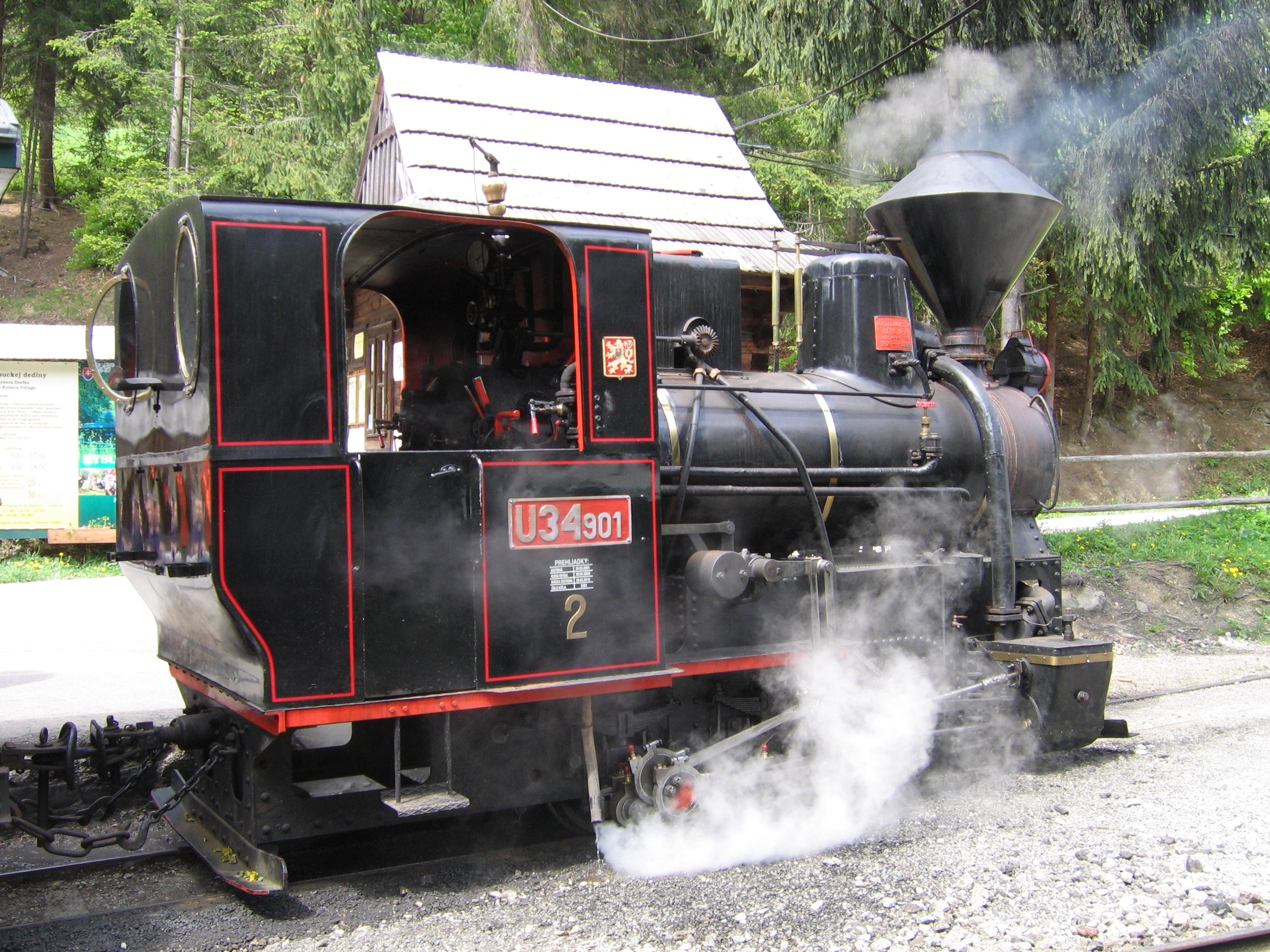
Đầu máy hơi nước MÁV U34.901, hiện đang được sử dụng bởi Đường sắt chuyển đổi ghi nhật ký lịch sử. Hình ảnh tháng 5 năm 2006

Tuyến đường sắt khai thác gỗ lịch sử ở Vychylovka (gần Nová Bystrica, Slovakia) vẫn được bảo tồn về mặt kỹ thuật đến tận ngày nay. Tuyến đường sắt khổ hẹp theo hình zigzag này trước đây nằm ở vùng Kysuce và Orava. Tuyến đường sắt này đã bị đóng cửa vào năm 1971, các thanh ray hầu hết bị tháo rời, ngoại trừ một đoạn dài 8 km từ Chmúra đến Tanečník. Hiện tại, một đoạn đường sắt dài 3,6 km trên tuyến đường này được sử dụng như một tuyến đường sắt di sản cho khách du lịch tham quan và trải nghiệm.

## Phương tiện
- Đầu máy hơi nước MÁV 2282/1909 (U34.901) - đang hoạt động
- Đầu máy hơi nước MÁV 4281/1916 (U45.9) - hoạt động đến năm 1999
- Đầu máy hơi nước Kraus Maffei 15791/1940 - ngừng hoạt động
- Đầu máy hơi nước ČKD 2612/1948 - không còn hoạt động
- Đầu máy hơi nước ČKD 1441/1928 - đang hoạt động. Đây là đầu máy cuối cùng đi dọc theo đường ray bị tháo rời vào năm 1972; Cho đến năm 1990 được đặt làm đài tưởng niệm trong trạm Žilina. Những người nhiệt tình từ hiệp hội công dân Krúžok đã cố gắng để giữ gìn chiếc đầu máy như một phần của lịch sử. Nhiều người quyên góp, tài trợ để cứu lại đầu máy và sửa chữa nó. Nhờ đó, vào năm 2011, cỗ máy lịch sử được quay trở lại thung lũng Ovara và chào đón khách du lịch.